# رضا طباطبایی وکیلی
سپهبد رضا طباطبایی وکیلی رئیس اداره بازرسی مالی ارتش و از امضا کنندگان اعلامیه بی‌طرفی ارتش در ۲۲ بهمن ۱۳۵۷ بود.